# Lôi Thiên Đại Tráng
Quẻ Lôi Thiên Đại Tráng, đồ hình ||||:: còn gọi là quẻ Đại Tráng (大壯 da4 zhuang4), là quẻ thứ 34 trong Kinh Dịch.
- Nội quái là ☰ (||| 乾 qian2) Càn hay Trời (天).
- Ngoại quái là ☳ (|:: 震 zhen4) Chấn hay Sấm (雷).

Giải nghĩa: Chí dã. Tự cường. Ý chí riêng, bụng nghĩ, hướng thượng, ý định, vượng sức, thịnh đại, trên cao, chót vót, lên trên, chí khí, có lập trường. Phượng tập đăng sơn chi tượng: tượng phượng đậu trên núi.